# دانشگاه نپیر ادینبرو
دانشگاه ناپیر ادینبرو (به انگلیسی: Edinburgh Napier University) یک دانشگاه دولتی در ادینبرو، اسکاتلند است. کالج فنی ناپیر در سال ۱۹۶۴ تاسیس شد و نام خود را از ریاضیدان و فیلسوف اسکاتلندی قرن شانزدهم جان ناپیر گرفته است. کالج فنی به عنوان یک دانشگاه در سال ۱۹۹۲ توسط لرد داگلاس-همیلتون افتتاح شد و به دانشگاه ناپیر تبدیل شد. در سال ۲۰۰۹، این دانشگاه به دانشگاه ناپیر ادینبرو تغییر نام داد.
این دانشگاه در اطراف سه پردیس مرچیستون، کریگلهارت و سایت‌هل در ادینبرو قرار دارد.
هدف از تأسیس این دانشگاه ایجاد و حمایت فراگیر از فرصت‌های آموزشی و تحقیقاتی برای باروری و پرورش استعدادها و پیدا کردن راه کار در زمینه مسائل روز و آینده جهان می‌باشد.
این دانشگاه یکی از بزرگترین مراکز آموزش عالی اسکاتلند است. دوره‌های این دانشگاه براساس صنعت و بازار کار پایه‌ریزی شده‌است و نحوه اجرای کلاس‌ها به صورت تئوری و عملی می‌باشد.
برگزاری دوره‌های زبان برای دانشجویانی که انگلیسی زبان نیستند یکی از ویژگی‌های بارز دانشگاه نپیر ادینبورگ است.